# Chemical & Engineering News
Chemical & Engineering News (скорочено C&EN) — фаховий журнал, що видається Американським хімічним товариством з 1923 року.
Згідно оцінок Journal Citation Reports у 2014 році показник імпакт-фактора для видання склав 0,269.